# Internet Control Message Protocol V6

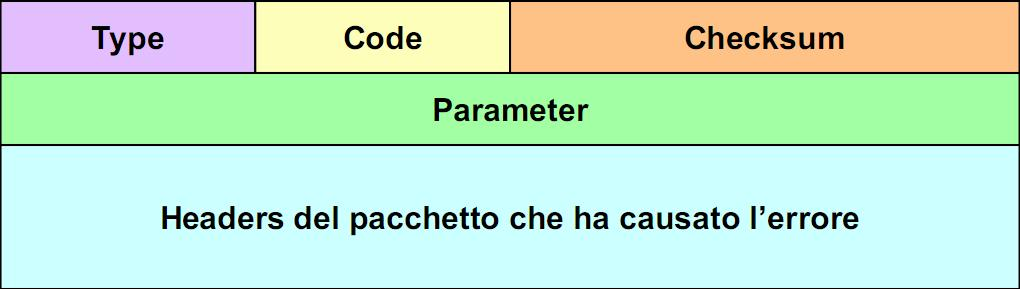
Case d'erreur ICMPv6

L’ICMP pour IPv6 (Internet Control Message Protocol Version 6) fait partie à part entière de l'architecture IPv6 et doit être complètement supportée par toutes les implémentations d'IPv6. ICMPv6 combine des fonctions antérieurement subdivisées à travers différents protocoles, tels qu’ICMP v4 (Internet Control Message Protocol version 4), IGMP (Internet Group Membership Protocol), et ARP (Address Resolution Protocol), et il introduit quelques simplifications en éliminant des types de messages obsolètes qui ne sont plus utilisés.

## Résumé
ICMPv6 est un protocole de contrôle de la couche réseau ; par exemple, il est utilisé pour rapporter des erreurs qui surviennent lors du traitement de paquets, effectuer des diagnostics, effectuer une découverte de voisinage, et rapporter l'appartenance à un multicast.
Les messages ICMPv6 sont catégorisés en deux classes : les messages d'erreur (error messages) et les messages d'information (information messages).
Les messages ICMP sont transportés à l'intérieur de paquets IPv6. Un message ICMP est identifié par sa valeur 58 (0x3A) positionnée dans le champ Next Header de l'en-tête précédent.

## Format des paquets
Les messages ICMPv6 ont le format suivant :
| Bits 0 à 7   | Bits 8 à 15 | Bits 16 à 23 | Bits 24 à 31 |
| ------------ | ----------- | ------------ | ------------ |
| Type         | Code        | Checksum     | Checksum     |
| Message Body |             |              |              |

Le champ Type de 8 bits indique le type du message. Si le bit de poids fort a une valeur de zéro, c'est-à-dire que le type est inférieur ou égal à 127, il s'agit d'un message d'erreur, sinon c'est un message d’information. Le contenu du champ Code de 8 bits dépend du type de message, et est utilisé pour créer un niveau additionnel de granularité de message. Le champ Checksum de 16 bits est utilisé pour vérifier l'intégrité du message ICMP grâce à une somme de contrôle.

### Messages d'erreur
Les messages d'erreur ICMPv6 sont similaires à ceux d’ICMPv4. Ils appartiennent à l'une des quatre catégories : Destination non atteignable, Paquet trop gros, Time out, et Problèmes de paramétrage. 
- 1 - Destination Unreachable
- 2 - Packet Too Big
- 3 - Time Exceeded
- 4 - Parameter Problem

### Messages informatifs
L'autre type de messages ICMP est divisé en trois groupes : messages de diagnostic, messages pour la gestion des groupes multicast, et messages de découverte de voisinage. (diagnostic messages, messages for the management of multicast groups, et Neighbor Discovery messages.)
- 128 - Echo Request
- 129 - Echo Reply

### Types de messages
Le protocole ICMPv6 définit six types de messages, et est prévu pour être étendu par d'autres protocoles qui peuvent ajouter leurs propres types.
En voici quelques exemples :
| Type | Signification              | Protocole |
| ---- | -------------------------- | --------- |
| 1    | Destination Unreachable    | ICMPv6    |
| 2    | Packet Too Big             | ICMPv6    |
| 3    | Time Exceeded              | ICMPv6    |
| 4    | Parameter Problem          | ICMPv6    |
| 128  | Echo Request               | ICMPv6    |
| 129  | Echo Reply                 | ICMPv6    |
| 130  | Group Membership Query     | MLD       |
| 131  | Group Membership Report    | MLD       |
| 132  | Group Membership Reduction | MLD       |
| 133  | Router Solicitation        | NDP       |
| 134  | Router Advertisement       | NDP       |
| 135  | Neighbor Solicitation      | NDP       |
| 136  | Neighbor Advertisement     | NDP       |
| 137  | Redirect                   | NDP       |

La liste complète des types de messages associés à leurs Request for comments est disponible sur le site de l'IANA : http://www.iana.org/assignments/icmpv6-parameters

## Détermination de l'adresse de la source du message
Un nœud qui envoie un message ICMPv6 doit déterminer à la fois les adresses IPv6 de Source et de Destination de l'en-tête IPv6 avant de calculer la somme de contrôle. Si le nœud a plus d'une adresse unicast, il doit choisir l'adresse source du message de la manière suivante :
- (a) Si le message est une réponse à un message envoyé à l'une des adresses unicast du nœud, l'adresse Source de la réponse doit être la même.
- (b) Si le message est une réponse à un message envoyé en multicast ou anycast, d'un groupe dont le nœud est membre, l'adresse de la réponse doit appartenir au groupe.
- (c) Si le message est une réponse à un message envoyé à une adresse n'appartenant pas au nœud, l'adresse source devrait être l'adresse unicast du nœud qui sera la plus utile au diagnostic de l'erreur.
- (d) Dans les autres cas, en fonction de la table de routage.